# Saurophaganax

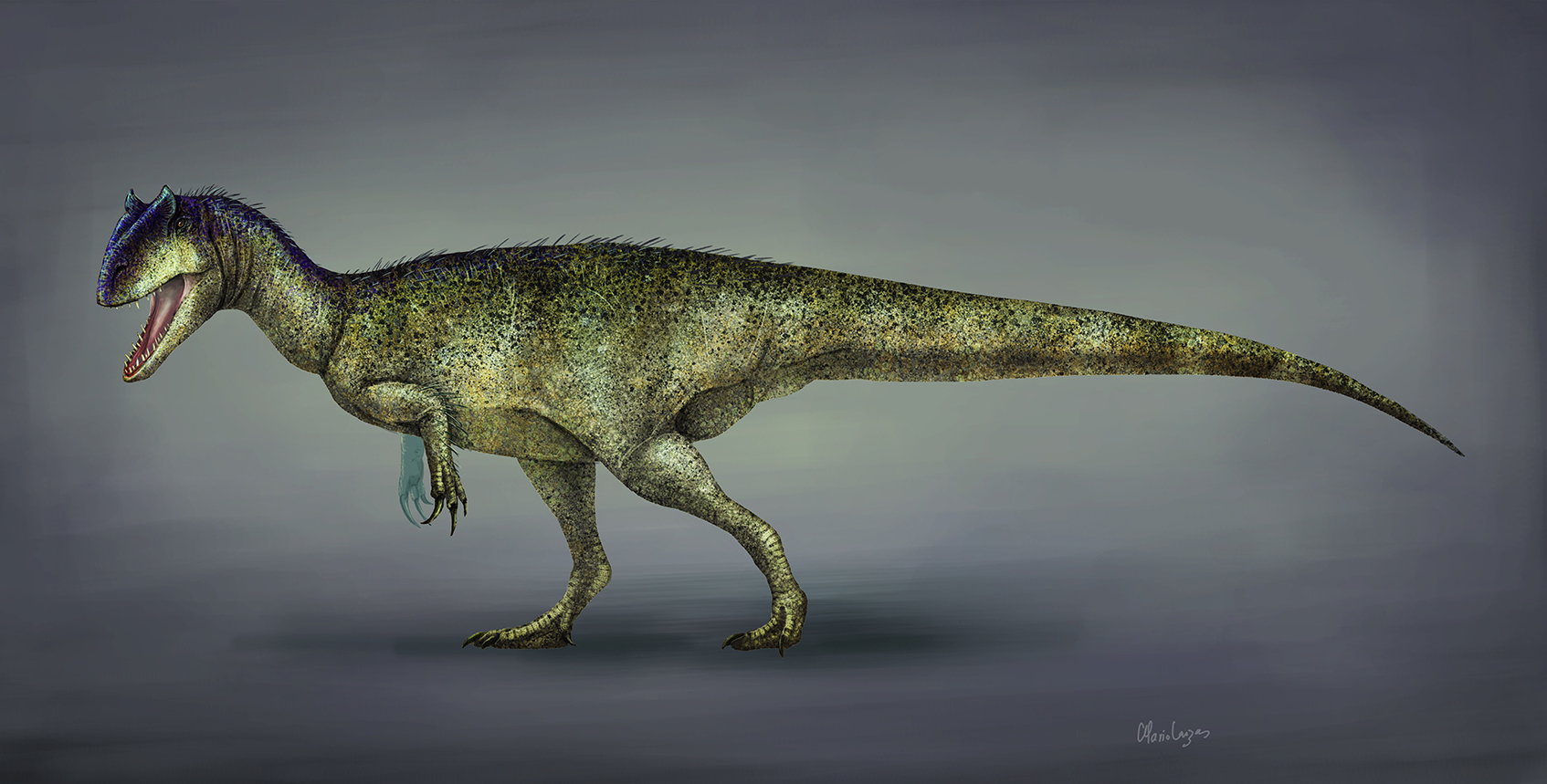
Saurophaganax maximus

Saurophaganax maximus is een vleesetende theropode dinosauriër, behorend tot de groep van de Carnosauria die tijdens het late Jura leefde in het gebied van het huidige Noord-Amerika.

## Vondst en naamgeving
In de jaren 1931 en 1932 groef John Willis Stovall in Quarry 1, bij Kenton in Cimarron County, Oklahoma een groot aantal fossielen op. Daaronder bevonden zich de resten van een zeer grote theropode, behorend aan minstens vier individuen. In 1941 meldde journaliste Grace Ernestine Ray de vondst in een artikel waarin zij meteen een naam gaf: Saurophagus maximus. De geslachtsnaam was afgeleid van het Klassiek Griekse sauros, letterlijk "hagedis" maar hier in de betekenis van "sauriër", en phagein, "eten". Het geheel betekende dus: "eter van sauriërs". De soortaanduiding betekent "de grootste" in het Latijn. Doordat het artikel geen voldoende beschrijving van de vondst bevatte, bleef de naam een onbeschreven nomen nudum.

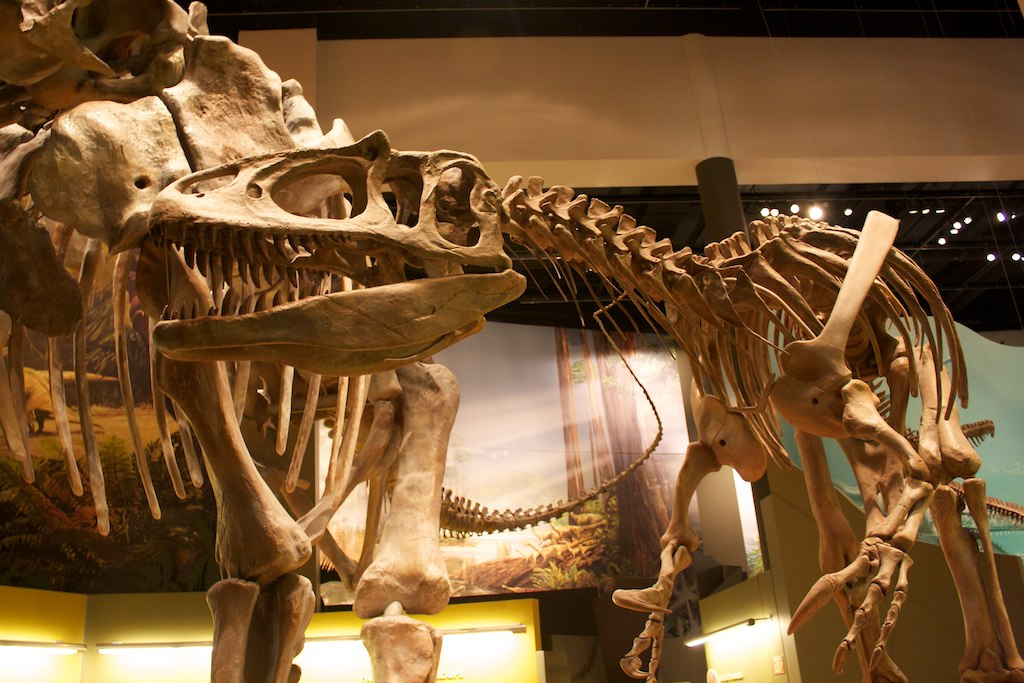
Het skeletmodel in het Sam Noble Oklahoma Museum of Natural History

In 1950 gaf Stovall alsnog een beschrijving van de theropode fossielen, en meende aldus de naam geldig te hebben gemaakt. In 1987 stelde Spencer George Lucas echter dat de beschrijving alleen een reeks syntypen aangeduid had waaruit alsnog een lectotype gekozen moest worden. Dat werd een scheenbeen, OMNH 4666. Al snel bleek dat ook hiermee de zaak nog niet afgedaan was. De geslachtsnaam was al in 1831 door William Swainson gegeven aan de echte Saurophagus, een tiran. Dat de soorten van dit geslacht later bij andere vogelgeslachten werden ondergebracht, deed niets af aan het feit dat de naam al bezet was. 

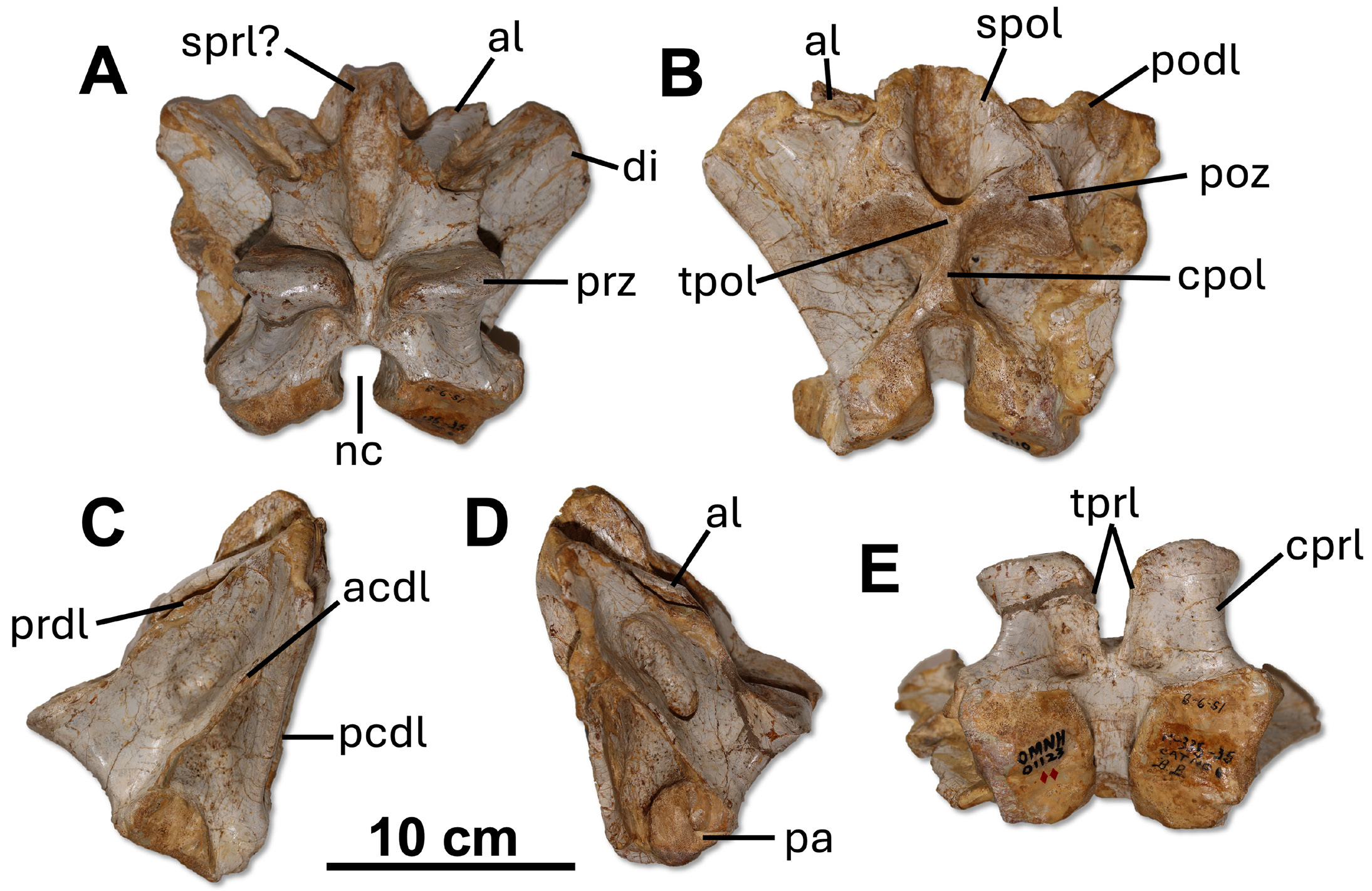
Het holotype

In 1995 publiceerde Daniel Chure, naar een suggestie van linguïst Ben Creisler, de nieuwe naam Saurophaganax en de soortnaam Saurophaganax maximus, waarbij hij aan de oude naam het Griekse anax, "heerser", had toegevoegd. Chure stelde ook dat het lectotype niet diagnostisch was omdat het niet onderscheiden kon worden van het scheenbeen van Allosaurus. Daarom koos hij een nieuw type: OMNH 01123, het voorste deel van een wervelboog. Normaliter zou dit als een officieel neotype bevestigd moeten worden door de ICZN. Chure stelde echter in 2000 dat hij op deze wijze eigenlijk een holotype bepaald had voor een geheel nieuw geslacht. Saurophaganax maximus zou dus geen hernoeming zijn van Saurophagus maximus. De laatste soort zou een nomen dubium zijn wegens zijn geldige maar niet te determineren lectotype waarvoor eigenlijk alsnog een nieuwe geslachtsnaam gekozen zou moeten worden, ware het niet dat dit voor nomina dubia overbodig is.
Chure wees een groot deel van de fossielen van Stovall aan dit "nieuwe" geslacht toe waaronder een postorbitale, twee quadrata, drie tanden, een atlas, halswervels, staartwervels, chevrons, een opperarmbeen, vingerkootjes, een darmbeen, een schaambeen, een zitbeen, een dijbeen, een scheenbeen en voetbotten. De resten zijn gevonden in de Morrisonformatie die dateert uit het Kimmeridgien-Tithonien, ongeveer 150 miljoen jaar oud.
Chure wees ook een groot gedeeltelijk skelet uit een locatie in New Mexico toe, NMMNH P-26083 met een geschatte lengte van 9,9 meter. Hiervan werd echter later duidelijk dat niet goed bepaald kan worden of het aan Saurophaganax of aan Allosaurus toebehoort.
In 1998 stelde David Smith dat S. maximus een soort was van Allosaurus: Allosaurus maximus. Een dergelijk oordeel is in wezen subjectief; de meeste paleontologen gebruiken de naam Saurophaganax. Volgens de staat Oklahoma is Saurophaganax echt, want hij is het officiële staatsfossiel.
In 2024 stelde een studie dat het holotype wellicht een wervelboog van een diplodocide sauropode zou kunnen zijn. Saurophaganax werd gezien als een nomen dubium. Authentiek theropode materiaal werd toegewezen aan een nieuwe soort van Allosaurus: Allosaurus anax.

## Beschrijving

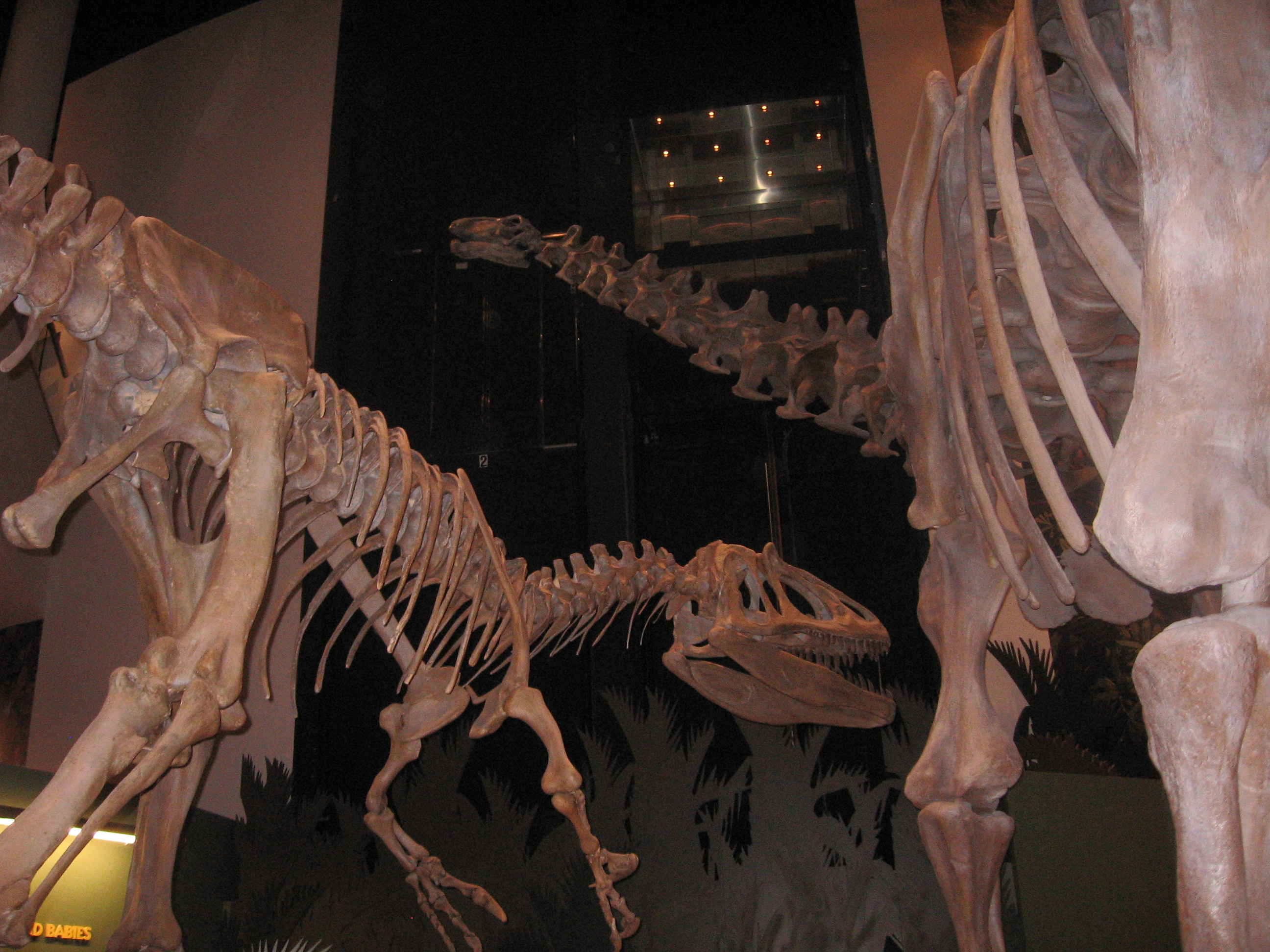
Het skelet in Oklahoma, in een opstelling met Apatosaurus

Saurophaganax is een zeer grote theropode. Volgens Ray was het zelfs de grootste van zijn tijd, want ze schatte de lengte op vijftien meter. Nog in 1995 stelde Chure dat veertien meter een redelijke schatting was. Omdat een samenhangend skelet ontbreekt moet door vergelijking van bepaalde elementen met die van andere theropoden de lichaamslengte vastgesteld worden. Eén dijbeen, OMNH 1708, is 1059 millimeter lang, één scheenbeen, OMNH 1370, 955 millimeter, één opperarmbeen, OMNH 1935, 545 millimeter. Door extrapolatie vanuit dezelfde elementen bij Allosaurus komen we op een totale lengte voor Saurophaganax van een kleine elf meter met een gewicht van drie ton. Opvallend is dat alle gevonden skeletelementen erg groot zijn; bij vindplaatsen met allosaurusresten bereikt hoogstens een enkel exemplaar een lengte boven de tien meter. De aanzienlijke omvang van de soort is kennelijk geen illusie veroorzaakt door de toevallige vondst van een uitzonderlijk oud individu.
In de meeste elementen lijkt Saurophaganax sterk op Allosaurus. Een skeletreconstructie in het Sam Noble Oklahoma Museum of Natural History is dan ook met Allosaurus als model aangevuld, wat de gelijkenis wellicht overdrijft. Chure wist echter een aantal verschillen vast te stellen: het postorbitale mist een verruwing; de atlas heeft geen voorste werveluitsteeksels, prezygoapofysen, voor een verbinding met de proatlas; de atlas overspant het wervelkanaal niet; sommige halswervels hebben bijna verticale postzypoapofysen, achterste werveluitsteeksels; bij de borstkas bevinden zich op de basis van de doornuitsteeksels van de ruggenwervels aan beide zijden horizontale richels die naar voren toe omhoog lopen en naar achteren toe vrij komen te liggen; diep uitgeholde pleurocoelen lopen verder naar achteren op de ruggengraat door dan bij Allosaurus; de chevrons verwijden zich van voor naar achteren; het dijbeen heeft een sterkere zijwaartse buiging; het scheenbeen heeft geen verdikking waar het het uitsteeksel van het sprongbeen raakt; de kam midden op het onderste uiteinde van het scheenbeen is sterker ontwikkeld dan bij Allosaurus; het vierde middenvoetsbeen verwijdt zich naar onder minder.
Volgens Smith zijn de proporties allometrisch identiek aan die van Allosaurus: de verhoudingen tussen de lichaamsdelen veranderen dus precies als bij een groeiende allosaurus.

## Fylogenie
Chure plaatste Saurophaganax in de Allosauridae wat tot nu toe onbetwist is gebleven.